# 京都産業大学ラグビー部
京都産業大学ラグビー部（きょうとさんぎょうだいがくラグビーぶ、Kyoto Sangyo Univ Rugby Football Club）は、関西大学ラグビーリーグ戦Aリーグに所属する京都産業大学のラグビー部。

## 歴史
| 年表   | 沿革 |
| ------ | --- |
| 1964年 | 京都産業大学ラグビー同好会として発足。 |
| 1973年 | 天理大学出身の大西健が監督に就任する。 関西大学ラグビーリーグ戦第一部（現在の同Aリーグ）に昇格。 |
| 1982年 | 全国大学ラグビーフットボール選手権大会に初出場。 |
| 1983年 | 全国大学ラグビーフットボール選手権大会初のベスト4。 |
| 1990年 | 関西大学ラグビーリーグ戦Aリーグ初優勝。 |
| 1994年 | 関西大学ラグビーリーグ戦4年ぶり2度目の優勝。 |
| 1997年 | 関西大学ラグビーリーグ戦3年ぶり3度目の優勝。 |
| 1998年 | 関西大学ラグビーリーグ戦2年連続4度目の優勝。初の2連覇。 |
| 2008年 | 12月13日に宝が池球技場で関西大学ラグビーリーグA・Bリーグ入れ替え戦において、Bリーグ1位の龍谷大学に36-28で勝利し、Aリーグ残留を決めた後、大西がこの試合を最後に監督を辞任すると表明した。2009年1月25日、OBの吉田明がコーチから昇格して監督に、また大西は総監督にそれぞれ就任することが、公式サイト上で発表された。 |
| 2010年 | 2011年2月に吉田が監督を退任。。その後大西が監督に復帰することになった。 |
| 2013年 | 明治大学出身の元木由記雄がバックスコーチに就任。 |
| 2015年 | 元木がヘッドコーチに就任。 |
| 2021年 | 関西大学ラグビーリーグ戦23年ぶり5度目の優勝。 |
| 2022年 | 関西大学ラグビーリーグ戦2年連続6度目の優勝。 |
| 2023年 | 関西大学ラグビーリーグ戦3年連続7度目の優勝。初の3連覇。 |

※年は全て年度。

## 大会成績
- 関西大学ラグビーリーグ戦 : 7回
優勝（1990, 1994, 1997, 1998, 2021, 2022, 2023）

- 全国大学ラグビーフットボール選手権大会（出場37回） :
ベスト4（1983, 1985, 1990, 1993, 1994, 1997, 2006, 2021, 2022, 2023, 2024）

- 全国地区対抗大学ラグビーフットボール大会 : 1回
優勝（1973）

※年は全て年度。

## 主な在籍選手
- 伊藤森心（リーダー、FL / 松山聖陵高）
- 尾崎恵大（リーダー、SO / 光泉カトリック高）
- 栗崎和樹（リーダー、PR / 東海大相模高）
- 小林修市（リーダー、FB / 京都成章高）
- シオネ・ポルテレ（リーダー、FL・No.8・WTB・CTB / 目黒学院高）
- 平野龍（リーダー、HO・No.8 / 札幌山の手高）
- 吉本大悟（リーダー、SO / 東海大大阪仰星高）
- 石橋チューカ（リーダー、FL、ラグビー日本代表候補 / 報徳学園高）
- 髙木城治（リーダー、SH / 東福岡高）
- 村田大和（リーダー、SH / 報徳学園高）

## 在籍した主な選手
- 三原正也（1982年度主将 / 大分舞鶴高）
- 田倉政憲（PR、元日本代表。元三菱自工京都ラグビー部所属/東宇治高）
- 前田達也（SO・FB・WTB、元日本代表。元NTT関西ラグビー部所属/島本高）
- 吉田明（CTB、1993年度主将。当チーム元監督、元日本代表、元神戸製鋼コベルコスティーラーズ所属。/啓光学園高）
- 高野一成（SH、元NTT関西ラグビー部所属、NTTドコモレッドハリケーンズ ヘッドコーチ/大阪工大高）
- 廣瀬佳司（SO、1995年度主将。当チーム現監督、元日本代表。元トヨタ自動車ヴェルブリッツ所属/島本高）
- 大畑大介（WTB・CTB・FB、1997年度主将。元日本代表。元 神戸製鋼コベルコスティーラーズ所属/東海大仰星高）
- 木下剛（PR、元日本代表、元NECグリーンロケッツ所属、元 オービックシーガルズ(アメリカンフットボールチーム)所属/東海大仰星高）
- 池上王明（FL、元神戸製鋼コベルコスティーラーズ所属。現在は京都産業大学職員でラグビー部FWコーチ/東海大仰星高）
- 伊藤鐘史（FL・LO、当チーム前監督、日本代表。リコーブラックラムズ → 神戸製鋼コベルコスティーラーズ所属/兵庫工高）
- 橋本俊治（SH、元近鉄ライナーズ所属/布施工高)
- 田中史朗（SH、日本代表。三洋電機ワイルドナイツ所属/伏見工高）
- 山下裕史（PR、日本代表。神戸製鋼コベルコスティーラーズ所属/都島工高）
- 河嶋康太（LO、近鉄ライナーズ所属/太成学院高）
- 後藤満久（HO、クボタスピアーズ所属/関西創価高）
- 長江有祐（PR、日本代表。リコーブラックラムズ → 豊田自動織機シャトルズ所属/春日丘（はるひがおか）高）
- 橋本大輝（FL、日本代表。神戸製鋼コベルコスティーラーズ所属/九州国際大付高）
- 八藤後裕太（LO・FL、NTTコミュニケーションズシャイニングアークス所属/北越高）
- 佐藤一斗（PR、トヨタ自動車ヴェルブリッツ所属/尾道高）
- 中井太喜（LO、元近鉄ライナーズ所属/啓光学園高）
- 森田諒（CTB/FB、ホンダヒート所属/天理高）
- 鄭貴弘（PR、釜石シーウェイブスRFC所属/大阪朝鮮高）
- 田中大治郎（SH、神戸製鋼コベルコスティーラーズ所属/天理高）
- 増田大暉（CTB/WTB、トヨタ自動車ヴェルブリッツ所属/新田高）
- 三原亮太（SO、近鉄ライナーズ所属/常翔啓光学園高）
- 山下楽平（WTB、神戸製鋼コベルコスティーラーズ所属/常翔啓光学園高）
- 浅岡勇輝（PR、近鉄ライナーズ所属/京都外大西高）
- 山本耀司（CTB、コカ・コーラレッドスパークス所属/東海大仰星高）
- 梁正秋（SH、神戸製鋼コベルコスティーラーズ所属/大阪朝鮮高）
- 下良好純（WTB、コカ・コーラレッドスパークス所属 / 東海大仰星高）
- 李智栄（FL、NTTドコモレッドハリケーンズ所属 / 大阪朝鮮高)
- 田畑凌（CTB、キャノンイーグルス所属 / 報徳学園高）
- 濵田将暉（WTB、東芝ブレイブルーパス東京所属 / 京都成章高）
- 伊藤鐘平（LO、2019年度主将、東芝ブレイブルーパス所属 / 札幌山の手高）
- フェインガ・ファカイ（NO.8、栗田工業ウォーターガッシュ所属 / 日本航空石川高）
- 寺脇駿（PR、宗像サニックスブルース所属 / 日本航空石川高）
- 宮崎達也（HO、宗像サニックスブルース所属 / 伏見工高）
- 中村悠人（SO、マツダブルーズーマーズ所属 / 東海大福岡高）
- 田中利輝（LO/FL、2020年度主将、清水建設ブルーシャークス / 東海大仰星高）
- 平野叶翔（PR、三重ホンダヒート所属 / 西陵高）
- 笹岡海斗（CTB、マツダスカイアクティブズ広島所属 / 京都成章高）
- 木村圭汰（PR、宗像サニックスブルース所属 / 筑紫台高）
- 福西隼杜（FL、2022年度共同主将、コベルコ神戸スティーラーズ所属 / 報徳学園高）
- 家村健太（SO、2022年度共同主将、静岡ブルーレヴズ所属 / 流経大柏高）
- 梅基天翔（HO、三菱重工相模原ダイナボアーズ所属 / 高岡第一高）
- アサエリ・ラウシー（PR・LO、東芝ブレイブルーパス東京所属 / 日本航空石川）
- 野村三四郎（PR、清水建設江東ブルーシャークス所属 / 西陵高）
- 竹下拓己（FB、九州電力キューデンヴォルテクス所属 / 東福岡高）
- 北山絢大（FB、中国電力レッドレグリオンズ所属 / 東海大大阪仰星高）
- 三木皓正（FL、2023年度主将、トヨタヴェルブリッツ所属 / 京都成章高）
- ヴェア・タモエフォラウ（PR、東芝ブレイブルーパス東京所属 / 札幌山の手高）
- 船曳涼太（FB、コベルコ神戸スティーラーズ所属 / 神戸科学技術高）
- 髙井良成（WTB・CTB、NECグリーンロケッツ東葛所属 / 関大北陽高）
- 松岡大河（HO、豊田自動織機シャトルズ愛知所属 / 東福岡高）
- 岩井陸（PR、中国電力レッドレグリオンズ所属 / 尾道高）
- 辻野隼大（SO・FB、2024年度共同主将、コベルコ神戸スティーラーズ所属 / 京都成章高）
- ソロモネ・フナキ（LO、2024年度共同主将、コベルコ神戸スティーラーズ所属 / 目黒学院高）
- 土永旭（SH、横浜キヤノンイーグルス所属 / 光泉カトリック高）
- 曽根隆慎（PR、花園近鉄ライナーズ所属 / 大阪産業大学付属高）
- 松永壮太朗（FL、花園近鉄ライナーズ所属 / 京都工学院高）
- 李淳弘（HO、リコーブラックラムズ東京所属 / 大阪桐蔭高）
- 乳井大士（PR、豊田自動織機シャトルズ愛知 / 中部大春日丘高）
- 日吉健（HO、東芝ブレイブルーパス東京所属 / 大阪産業大学付属高）
- 西浩斗（WTB、九州電力キューデンヴォルテクス / 熊本西高）
- 平野叶苑（HO、中国電力レッドレグリオンズ所属 / 西陵高）
- ハビリ・ ファカタハ（WTB、ルリーロ福岡所属 / 高知中央高）
- 橋元教明 - 日本協会A級公認レフリー